# Cañas (Costa Rica)
Cañas è un distretto della Costa Rica, capoluogo del cantone omonimo nella provincia di Guanacaste.